# Giovanni Dondi dell'Orologio
Giovanni Dondi dell'Orologio (1330–1388), cunoscut și ca Giovanni de' Dondi, a fost un medic, astronom, filozof și poet italian.
A construit un orologiu care a fost montat în turnul palatului Capitano din Padova.
Tatăl său, Jacopo Dondi, a fost de asemenea un mecanic iscusit.
A pus la punct, după 16 ani de cercetări, un ceas astronomic și planetarium foarte elaborat, cunoscut sub denumirea de astrarium, la abia 60 de ani după apariția primelor orologii mecanice europene. Pentru aceasta, a modelat Sistemul Solar cu o mare precizie matematică.
Descrierea astrariumului construit se află într-un tratat care sugerează că pendulele cu greutăți și cu regulator de bătăi mecanic erau deja cunoscute la mijlocul secolului al XIV-lea.
Tratatul lui Giovanni conține peste 130.000 de cuvinte și explică detaliat funcționarea acestui orologiu astronomic.
Modele care se găsesc actualmente la Institutul Smithsonian (SUA) și la Science Museum (Londra) sunt reproduceri exacte ale capodoperei lui Dondi.
Astrariumul lui Dondi a devenit celebru în toată Europa, nu numai ca execuție tehnică, ci și sub raportul calculelor tehnice.
Tatăl și fiul au lucrat împreună la întocmirea planului acestuia.
De asemenea, Giovanni Dondi a corectat tabelele astronomice existente la acea epocă și le-a simplificat.
1. ↑  „Giovanni Dondi dell'Orologio”, Gemeinsame Normdatei, accesat în 14 august 2015
2. ↑  Autoritatea BnF, accesat în 10 octombrie 2015